# Pies Descalzos
Pies Descalzos (spanska "Barfota fötter") är Shakiras genombrottsalbum från 1996.
Shakira hade stor press på sig när hon skulle göra det här albumet. Skulle det inte bli tillräckligt framgångsrikt skulle Pies Descalzos bli hennes tredje och sista studioalbum.
Sony gav Shakira 100 000 amerikanska dollar till att producera albumet, de trodde inte det skulle sälja mer än hundratusen kopior, men nu har skivan sålts i 5 miljoner kopior världen över.
Shakira har förklarat att skivans innehåll innefattar erfarenheter från livet och hur hon ser på samhället.

## Låtlista
1. Estoy Aqui (spanska "Jag är här")
2. Antologia (spanska "Antologi")
3. Un Poco De Amor (spanska "Lite kärlek")
4. Quiero (spanska "Jag vill ha")
5. Te Necesito (spanska "Jag behöver dig")
6. Vuelve (spanska "Kom tillbaka")
7. Te Espero Sentada (spanska "Jag väntar på dig sittande")
8. Pies Descalzos, Sueños Blancos (spanska "Barfota fötter, vita drömmar")
9. Pienso En Ti (spanska "Jag tänker på dig")
10. Se Quiere, Se Mata (spanska "Det som vill has, dödas")
11. ¿Dónde Estás Corazón? (spanska "Var är du, hjärtat?")